# Югославия на летних Олимпийских играх 1972
Югославия принимала участие в Летних Олимпийских играх 1972 года в Мюнхене (ФРГ) в двенадцатый раз за свою историю, и завоевала 2 золотые, 1 серебряную и 2 бронзовые медали. Югославия не пропустила ни одной летней олимпиады с 1920 года.

## 01!Золото
- Бокс, мужчины — Мате Парлов.
- Гандбол, мужчины.

## 02!Серебро
- Греко-римская борьба, мужчины — Йосип Чорак.

## 03!Бронза
- Греко-римская борьба, мужчины — Милован Ненадич.
- Бокс, мужчины, лёгкий вес — Звонимир Вуин.

## Результаты соревнований

### Академическая гребля
В следующий раунд из каждого заезда проходили несколько лучших экипажей (в зависимости от дисциплины). В финал A выходили 6 сильнейших экипажей, ещё 6 экипажей, выбывших в полуфинале, распределяли места в малом финале B.
Мужчины
| Соревнование | Спортсмены                     | Предварительный заезд | Предварительный заезд | Предварительный заезд | Отборочный заезд | Отборочный заезд | Отборочный заезд | Полуфинал | Полуфинал | Полуфинал | Финал   | Финал   | Итоговое место |
| Соревнование | Спортсмены                     | Заезд                 | Время                 | Место                 | Заезд            | Время            | Место            | Заезд     | Время     | Место     | Время   | Место   | Итоговое место |
| ------------ | ------------------------------ | --------------------- | --------------------- | --------------------- | ---------------- | ---------------- | ---------------- | --------- | --------- | --------- | ------- | ------- | -------------- |
| двойки       | Душко Мрдульяш Никола Мардешич | 4                     | 7:40,47               | 3                     | 4                | 7:40,84          | 2 Q              | 2         | 8:01,58   | 6 QB      | Финал B | Финал B | 11             |
| двойки       | Душко Мрдульяш Никола Мардешич | 4                     | 7:40,47               | 3                     | 4                | 7:40,84          | 2 Q              | 2         | 8:01,58   | 6 QB      | 7:43,20 | 5       | 11             |